# Andrea Dallavilla
Andrea Dallavilla, né le 7 juin 1969, est un pilote de rallye italien.

## Biographie
Il commence la compétition automobile en 1988, et l'arrête après une dernière participation au Monza Rally Show en 2011.
Il assure 27 départs en championnat mondial entre 1993 et 2005, son meilleur résultat étant une seconde place au rallye Sanremo (2L WR) en 1995, sur Toyota Celica GT-Four de l'équipe H.F. Grifone avec Danilo Fappani pour navigateur, qui a été son principal copilote entre 1993 et 2001. En 2001 et 2002 il assure une participation régulière dans les épreuves européennes du WRC.

## Palmarès

### Titres
- Champion d'Italie des rallyes: 1997, sur Subaru Impreza 555 (copilote D.Fappani);
- Monza Rally Show: 1998, sur Subaru Impreza WRC (copilote Vernuccio);
  - Vice-champion du monde des rallyes en J-WRC: 2001 (ou Super 1600, sur Fiat Punto S1600 derrière Sébastien Loeb; 4 podiums) et 2002 (sur Citroën Saxo S1600, 4 podiums);
  - Vice-champion d'Italie des rallyes, en 1996 et 1998;
  - Vice-champion d'Italie des rallyes Terre, en 1999;
  - Vice-champion d'Italie des rallyes catégorie S1600, en 2002;
  - 3e du championnat d'Italie des rallyes, en 1995;
  - 3e du championnat d'Italie des rallyes S1600, en 2004 et 2005;
- Trophée Fiat Punto, en 2003;

### 2 victoires en J-WRC
- Rallye Sanremo: 2001 et 2002;

### 11 victoires en ERC
- Rallye della Lana: 1995 et 1997;
- Rallye del Salento: 1996, 1997 et 2004;
- Rallye di Messina: 1996, 1997 et 1998;
- Rallye 1000 Miglia: 1997;
- Rallye Piancavallo: 1997 et 1998;

### 12 victoires en championnat d'Italie
- Rallye della Lana: 1995 et 1997;
- Rallye del Salento: 1996, 1997 et 2004;
- Rallye di Messina: 1996, 1997 et 1998;
- Rallye 1000 Miglia: 1997;
- Rallye Piancavallo: 1997 et 1998;
- Rallye des Alpes orientales: 1998.